# 송서린
송서린은 대한민국의 배우이다.

## 드라마
- 2023년 디즈니+ 수요 오리지널 드라마 《비질란테》 ... 신영지 역
- 2024년 JTBC 수목 미니시리즈 《놀아주는 여자》 ... 강예나 역